# 海滨县 (中共)
海滨县，中国旧县名。
山东解放区设。1948年由无棣县东部析置。治所在北集村（今山东省无棣县城东北）。因滨渤海得名，属垦利专区。1950年撤销，仍并入沾化县。